# Ткач Віктор Петрович
Ві́ктор Петро́вич Ткач (нар. 23 липня 1954) — доктор сільськогосподарських наук, професор, директор Українського науково-дослідного інституту лісового господарства та агролісомеліорації ім. Г. М. Висоцького, академік, керівник Східного відділення Лісівничої академії наук України. Головний редактор збірника «Лісівництво і агролісомеліорація», член редколегії наукових видань: «Лісовий журнал», «Вісник ХНАУ», «Науковий вісник ЛАНУ», «Лісовий і мисливський журнал». Лауреат Державної премії України в галузі науки і техніки (2015)

## Біографія
Народився 23 липня 1954 року на Київщині. У 1976 році закінчив Львівський лісотехнічний інститут за напрямом підготовки інженера лісового господарства. У 1978 році вступив до аспірантури Українського науково-дослідного інституту лісового господарства та агролісомеліорації імені Г. М. Висоцького (УкрНДІЛГА), яку закінчив у 1981 році, а в 1982 році захистив кандидатську дисертацію на тему «Взаємодія порід у дубово-букових молодняках передгір'я Закарпаття та оптимізація режиму їх вирощування». У 1984 році обирається за результатами конкурсу на посаду старшого наукового співробітника УкрНДІЛГА, а в 1989 році — завідувачем лабораторії лісівництва. З 1995 по 2001 рік працював на посаді першого заступника директора УкрНДІЛГА. У 1999 році за результатами досліджень успішно захистив докторську дисертацію на тему «Заплавні ліси України та наукові основи ведення господарства в них». Від 2001 року — директор УкрНДІЛГА. 2003 року присвоєно вчене звання професора, у 2008 обрано членом-кореспондентом Української академії аграрних наук відділення землеробства, меліорації та механізації.

## Наукові праці
Віктор  Ткач є автором та співавтором понад 170 наукових праць з лісівничої тематики, у тому числі 7 монографій. Під його керівництвом захищено 6 кандидатських дисертацій та 1 докторська.
Досліджує багатофункціональну роль лісів, закладає активні експерименти з вивчення водоохоронної та гідрологічної функції лісів. Започаткував новий науковий напрямок в Україні стосовно заплавного лісівництва, розробляє наукові засади ведення лісового господарства з урахуванням особливостей водозборів рік. Розвинув вчення Г. М. Висоцького про лісову пертиненцію, ідею системного і програмно-цільового лісовирощування на водозбірній основі.
Під керівництвом та за участю В. П. Ткача розроблено низку нормативних документів і практичних рекомендацій щодо лісокористування, ведення лісового господарства у лісах різних природних зон, рубок головного користування, рубок формування та оздоровлення лісів, поділу лісів на категорії та виділення особливо захисних лісових ділянок, методичні рекомендації щодо збереження лісових екосистем на територіях природно-заповідного фонду різних категорій, обґрунтовані нові віки стиглості для основних лісових порід України тощо.

## Громадська діяльність
Віктор Ткач брав участь у складі робочої групи при розробці стратегічних документів лісової галузі: нового Лісового кодексу України (2005–2006), Державної програми «Ліси України» на 2002–2015 роки, Концепції реформування та розвитку лісового господарства України (2006). Тісно співпрацював з Комітетом Верховної ради з питань екологічної політики, природокористування та ліквідації наслідків Чорнобильської катастрофи. Брав участь у роботі IV Міністерської конференції щодо захисту лісів Європи (Австрія, Відень, 2002), IUFRO (Фінляндія, Гельсінкі, 2003), засідань Європейського інституту лісу (Фінляндія, Йоенсу, 2004), був керівником українських делегацій на VII, VIII, ІХ Лісових форумах ООН (США, Нью-Йорк) у 2007, 2009 роках.

## Нагороди
За свою плідну наукову діяльність нагороджувався:
- Почесною Грамотою Кабінету Міністрів України (2004),
- Почесною Грамотою Національної академії наук України (2004),
- іменним годинником Голови Держкомлісгоспу України (2004),
- нагрудним знаком «Відмінник лісового господарства України» (2005),
- Почесною грамотою Міністерства освіти і науки України (2006),
- нагрудним знаком «Почесний лісівник України» (2011).